# Comme si de rien n'était
Comme si de rien n'était es el tercer álbum de estudio de la cantautora francesa Carla Bruni. Los anteriores álbumes de esta cantautora son Quelqu'un m'a dit y No promises, este último en inglés. El sencillo de este álbum es «La possibilité d'une île» compuesto por Michel Houellebecq y la misma Bruni. La placa también incluye una versión de la famosa canción de los años '50 You Belong to Me.

## Canciones del álbum
1. "Ma Jeunesse" (Bruni) — 2:34 - "Mi Juventud"
2. "La possibilité d'une île" (Bruni, Michel Houellebecq) — 3:57 - "La posibilidad de una isla"
3. "L'Amoureuse" (Bruni) — 3:02 - "La enamorada"
4. "Tu es ma came" (Bruni) — 3:03 - "Eres mi droga"
5. "Salut marin" (Bruni, Taofik Farah) — 2:52 - "Hola marinero"
6. "Ta tienne" (Bruni) — 2:40 - "Tu tuya"
7. "Péché d'envie" (Bruni, Raphaël Enthoven) — 2:54
8. "You Belong to Me" (Chilton Price, Pee Wee King, Redd Stewart) — 2:59 - "Me perteneces"
9. "Le Temps perdu" (Bruni) — 2:44 - "El tiempo perdido"
10. "Déranger les pierres" (Bruni, Julien Clerc) — 3:13 - "Molestar a las piedras"
11. "Je suis une enfant" (Bruni) — 3:07 - "Soy una niña"
12. "L'Antilope" (Bruni, Frédéric Koella) — 2:02 - "El antílope"
13. "Notre grand amour est mort" (Bruni) — 3:25 - "Nuestro gran amor ha muerto"
14. "Il vecchio e il bambino" (Francesco Guccini) — 3:23 - "El viejo y el niño"

## Evaluaciones en el mundo
| Chart (2008)                    | Peak position |
| ------------------------------- | ------------- |
| Argentina Albums Chart          | 7             |
| Austrian Albums Chart           | 10            |
| Belgian (Flanders) Albums Chart | 6             |
| Belgian (Wallonia) Albums Chart | 2             |
| Danish Albums Chart             | 38            |
| Dutch Albums Chart              | 31            |
| Finnish Albums Chart            | 23            |
| France Digital Albums Chart     | 1             |
| France Albums Chart             | 1             |
| German Albums Chart             | 15            |
| Greek Albums Chart              | 4             |
| Italian Albums Chart            | 14            |
| Portuguese Albums Chart         | 21            |
| Spain Albums Chart              | 32            |
| Suiza Albums Chart              | 3             |
| EEUU Albums Chart               | 195           |
| Reino Unido Albums Chart        | 58            |

| Predecesor: Viva la Vida or Death and All His Friends de Coldplay | Francia (SNEP) Lista de los hits en Francia durante el 2008 19 de julio de 2008 (1 semana) | Sucesor: Viva la Vida or Death and All His Friends de Coldplay |